# Coppa Italia 2002-2003 (calcio femminile)
L'edizione 2002-2003 è stata la trentunesima della storia della Coppa Italia di calcio femminile. Il trofeo è stato vinto per la quarta volta dall'Enterprise Lazio, che ha sconfitto in finale la Torres.

## Squadre partecipanti
Al torneo hanno partecipato le 14 squadre di Serie A, le 12 squadre di Serie A2 e le 48 squadre di Serie B.

### Serie A
- Agliana
- Bardolino
- Bergamo R
- Como 2000
- Enterprise Lazio
- Fiamma Monza
- Foroni Verona

- Lucca 7
- Ludos Palermo
- ACF Milan
- Tavagnacco
- Torino
- Torres
- Valdarno

### Serie A2
- Atletico Oristano
- Gravina
- Mantova
- Olbia
- Packcenter Imolese
- Palermo

- Reggiana
- Sporting Casalnuovo
- Tradate Abbiate
- Vallassinese
- VeneziaJesolo
- Vigor Senigallia

### Serie B
Girone A
- Alessandria
- Albenga Cisano
- Aurora 72
- Biellese
- Caprera
- La Chivasso
- Matuziana Sanremo
- Nuova Pegliese
- Orobica
- Piossasco
- Sampierdarenese Serra Riccò
- Segratese

Girone B
- Belluno
- Chiasiellis
- Dinamo Ravenna
- Fortitudo Mozzecane
- Gordige
- Libertas Pasiano
- Libertas Porcia
- Tenelo Club Rivignano
- Trento
- Vicenza
- Villaputzu
- Vittorio Veneto

Girone C
- Autolelli Picenum
- Carbonia 2000
- Cervia
- Firenze
- Football Cagliari
- Levante
- Montale 2000
- Olimpia Vignola
- Grifo Perugia
- Porto Sant'Elpidio
- San Gregorio
- Vecchiano

Girone D
- A.S.I. Bari
- Autoscuola Puccio Palermo
- Campobasso
- International Taranto
- Napoli
- Olimpica Corigliano
- Perla del Tirreno
- Pro Reggina 97
- Roma CF
- Salernitana
- Sport Femminile Napoli
- Termoli

## Prima fase
Le gare del primo turno sono state giocate il 15, il 22 e il 29 (solo nei triangolari) settembre 2002. Le squadre sono state suddivise in 11 raggruppamenti, 2 triangolari e un accoppiamento unico secondo il criterio di vicinorietà. Le vincenti dei due triangolari e dell'accoppiamento unico accedono direttamente alla terza fase. Vi hanno partecipato le squadre partecipanti alla Serie A2 e alla Serie B.

### Girone 1
| Squadra 1     | Totale | Squadra 2           | Andata | Ritorno |
| ------------- | ------ | ------------------- | ------ | ------- |
| VeneziaJesolo | 2 - 3  | Vicenza             | 1 - 1  | 1 - 2   |
| Gordige       | 3 - 11 | Fortitudo Mozzecane | 1 - 6  | 2 - 5   |

### Girone 2
| Squadra 1 | Totale | Squadra 2   | Andata | Ritorno |
| --------- | ------ | ----------- | ------ | ------- |
| Biellese  | 4 - 5  | Alessandria | 1 - 1  | 3 - 4   |
| Piossasco | 3 - 1  | La Chivasso | 3 - 1  | 0 - 0   |

### Girone 3
| Squadra 1        | Totale | Squadra 2             | Andata | Ritorno |
| ---------------- | ------ | --------------------- | ------ | ------- |
| Libertas Pasiano | 4 - 3  | Libertas Porcia       | 0 - 2  | 4 - 1   |
| Chiasiellis      | 3 - 6  | Tenelo Club Rivignano | 0 - 3  | 3 - 3   |

### Girone 4
| Pos. | Squadra         | Pt | G | V | N | P | GF | GS | DR |
| ---- | --------------- | -- | - | - | - | - | -- | -- | -- |
| 1.   | Trento          | 6  | 2 | 2 | 0 | 0 | 6  | 4  | +2 |
| 2.   | Vittorio Veneto | 3  | 2 | 1 | 0 | 1 | 6  | 4  | +2 |
| 3.   | Belluno         | 0  | 2 | 0 | 0 | 2 | 3  | 7  | -4 |

| 15 settembre 2002 | Belluno         | 2 - 3 | Trento          |  |
| 22 settembre 2002 | Trento          | 3 - 2 | Vittorio Veneto |  |
| 29 settembre 2002 | Vittorio Veneto | 4 - 1 | Belluno         |  |

### Girone 5
| Pos. | Squadra                     | Pt | G | V | N | P | GF | GS | DR |
| ---- | --------------------------- | -- | - | - | - | - | -- | -- | -- |
| 1.   | Sampierdarenese Serra Riccò | 6  | 2 | 2 | 0 | 0 | 4  | 1  | +3 |
| 2.   | Levante                     | 3  | 2 | 1 | 0 | 1 | 4  | 2  | +2 |
| 3.   | Albenga Cisano              | 0  | 2 | 0 | 0 | 2 | 0  | 5  | -5 |

| 15 settembre 2002 | Albenga Cisano              | 0 - 2 | Sampierdarenese Serra Riccò |  |
| 22 settembre 2002 | Sampierdarenese Serra Riccò | 2 - 1 | Levante                     |  |
| 29 settembre 2002 | Levante                     | 3 - 0 | Albenga Cisano              |  |

| Squadra 1         | Totale | Squadra 2      | Andata | Ritorno |
| ----------------- | ------ | -------------- | ------ | ------- |
| Matuziana Sanremo | 14 - 2 | Nuova Pegliese | 6 - 1  | 8 - 1   |

### Girone 6
| Pos. | Squadra            | Pt | G | V | N | P | GF | GS | DR |
| ---- | ------------------ | -- | - | - | - | - | -- | -- | -- |
| 1.   | Packcenter Imolese | 4  | 2 | 1 | 1 | 0 | 3  | 2  | +1 |
| 2.   | Olimpia Vignola    | 4  | 2 | 1 | 1 | 0 | 2  | 1  | +1 |
| 3.   | Cervia             | 0  | 2 | 0 | 0 | 2 | 0  | 5  | -5 |

| 15 settembre 2002 | Packcenter Imolese | 2 - 1 | Cervia             |  |
| 22 settembre 2002 | Cervia             | 0 - 1 | Olimpia Vignola    |  |
| 29 settembre 2002 | Olimpia Vignola    | 1 - 1 | Packcenter Imolese |  |

| Pos. | Squadra        | Pt | G | V | N | P | GF | GS | DR |
| ---- | -------------- | -- | - | - | - | - | -- | -- | -- |
| 1.   | Reggiana       | 6  | 2 | 2 | 0 | 0 | 9  | 1  | +8 |
| 2.   | Montale 2000   | 3  | 2 | 1 | 0 | 1 | 2  | 5  | -3 |
| 3.   | Dinamo Ravenna | 0  | 2 | 0 | 0 | 2 | 0  | 5  | -5 |

| 15 settembre 2002 | Montale 2000   | 1 - 0 | Dinamo Ravenna |  |
| 22 settembre 2002 | Dinamo Ravenna | 0 - 4 | Reggiana       |  |
| 29 settembre 2002 | Reggiana       | 5 - 1 | Montale 2000   |  |

### Girone 7
| Pos. | Squadra         | Pt | G | V | N | P | GF | GS | DR |
| ---- | --------------- | -- | - | - | - | - | -- | -- | -- |
| 1.   | Orobica         | 6  | 2 | 2 | 0 | 0 | 9  | 7  | +2 |
| 2.   | Tradate Abbiate | 3  | 2 | 1 | 0 | 1 | 8  | 7  | +1 |
| 3.   | Segratese       | 0  | 2 | 0 | 0 | 2 | 7  | 10 | -3 |

| 15 settembre 2002 | Segratese       | 4 - 5 | Orobica         |  |
| 22 settembre 2002 | Orobica         | 4 - 3 | Tradate Abbiate |  |
| 29 settembre 2002 | Tradate Abbiate | 5 - 3 | Segratese       |  |

| Pos. | Squadra      | Pt | G | V | N | P | GF | GS | DR  |
| ---- | ------------ | -- | - | - | - | - | -- | -- | --- |
| 1.   | Vallassinese | 4  | 2 | 1 | 1 | 0 | 14 | 3  | +11 |
| 2.   | Mantova      | 4  | 2 | 1 | 1 | 0 | 12 | 3  | +9  |
| 3.   | Aurora 72    | 0  | 2 | 0 | 0 | 2 | 0  | 20 | -20 |

| 15 settembre 2002 | Vallassinese | 11 - 0 | Aurora 72    |  |
| 22 settembre 2002 | Aurora 72    | 0 - 9  | Mantova      |  |
| 29 settembre 2002 | Mantova      | 3 - 3  | Vallassinese |  |

### Girone 8
| Pos. | Squadra            | Pt | G | V | N | P | GF | GS | DR |
| ---- | ------------------ | -- | - | - | - | - | -- | -- | -- |
| 1.   | Vigor Senigallia   | 4  | 2 | 1 | 1 | 0 | 7  | 5  | +2 |
| 2.   | Porto Sant'Elpidio | 3  | 2 | 1 | 0 | 1 | 7  | 8  | -1 |
| 3.   | Autolelli Picenum  | 1  | 2 | 0 | 1 | 1 | 5  | 6  | -1 |

| 15 settembre 2002 | Vigor Senigallia   | 5 - 3 | Porto Sant'Elpidio |  |
| 22 settembre 2002 | Porto Sant'Elpidio | 4 - 3 | Autolelli Picenum  |  |
| 29 settembre 2002 | Autolelli Picenum  | 2 - 2 | Vigor Senigallia   |  |

| Squadra 1 | Totale | Squadra 2 | Andata | Ritorno |
| --------- | ------ | --------- | ------ | ------- |
| Firenze   | 8 - 0  | Vecchiano | 8 - 0  | 0 - 0   |

### Girone 9
| Squadra 1             | Totale | Squadra 2   | Andata | Ritorno |
| --------------------- | ------ | ----------- | ------ | ------- |
| Termoli               | 9 - 2  | Campobasso  | 6 - 1  | 3 - 1   |
| International Taranto | 0 - 5  | A.S.I. Bari | 0 - 3  | 0 - 2   |

### Girone 10
| Pos. | Squadra           | Pt | G | V | N | P | GF | GS | DR |
| ---- | ----------------- | -- | - | - | - | - | -- | -- | -- |
| 1.   | Olbia             | 6  | 2 | 2 | 0 | 0 | 5  | 3  | +2 |
| 2.   | Caprera           | 3  | 2 | 1 | 0 | 1 | 4  | 4  | 0  |
| 3.   | Atletico Oristano | 0  | 2 | 0 | 0 | 2 | 2  | 4  | -2 |

| 15 settembre 2002 | Atletico Oristano | 1 - 2 | Caprera           |  |
| 22 settembre 2002 | Caprera           | 2 - 3 | Olbia             |  |
| 29 settembre 2002 | Olbia             | 2 - 1 | Atletico Oristano |  |

| Pos. | Squadra           | Pt | G | V | N | P | GF | GS | DR |
| ---- | ----------------- | -- | - | - | - | - | -- | -- | -- |
| 1.   | Football Cagliari | 6  | 2 | 2 | 0 | 0 | 4  | 1  | +3 |
| 2.   | Villaputzu        | 3  | 2 | 1 | 0 | 1 | 2  | 2  | 0  |
| 3.   | Carbonia 2000     | 0  | 2 | 0 | 0 | 2 | 1  | 4  | -3 |

| 15 settembre 2002 | Football Cagliari | 2 - 1 | Carbonia 2000     |  |
| 22 settembre 2002 | Carbonia 2000     | 0 - 2 | Villaputzu        |  |
| 29 settembre 2002 | Villaputzu        | 0 - 2 | Football Cagliari |  |

### Girone 11
| Squadra 1           | Totale | Squadra 2              | Andata | Ritorno |
| ------------------- | ------ | ---------------------- | ------ | ------- |
| Sporting Casalnuovo | 7 - 1  | Napoli                 | 4 - 0  | 3 - 1   |
| Salernitana         | 1 - 4  | Sport Femminile Napoli | 1 - 4  | 0 - 0   |

### Girone 12
| Squadra 1      | Totale | Squadra 2           | Andata | Ritorno |
| -------------- | ------ | ------------------- | ------ | ------- |
| Pro Reggina 97 | 0 - 2  | Olimpica Corigliano | 0 - 2  | 0 - 0   |

### Girone 13
| Pos. | Squadra                   | Pt | G | V | N | P | GF | GS | DR |
| ---- | ------------------------- | -- | - | - | - | - | -- | -- | -- |
| 1.   | Gravina                   | 6  | 2 | 2 | 0 | 0 | 7  | 3  | +4 |
| 2.   | Autoscuola Puccio Palermo | 3  | 2 | 1 | 0 | 1 | 4  | 3  | +1 |
| 3.   | Palermo                   | 0  | 2 | 0 | 0 | 2 | 2  | 7  | -5 |

| 15 settembre 2002 | Gravina                   | 3 - 1 | Autoscuola Puccio Palermo |  |
| 22 settembre 2002 | Autoscuola Puccio Palermo | 3 - 0 | Palermo                   |  |
| 29 settembre 2002 | Palermo                   | 2 - 4 | Gravina                   |  |

### Girone 14
| Squadra 1     | Totale | Squadra 2         | Andata | Ritorno |
| ------------- | ------ | ----------------- | ------ | ------- |
| Roma          | 5 - 6  | Perla del Tirreno | 1 - 1  | 4 - 5   |
| Grifo Perugia | 5 - 2  | San Gregorio      | 3 - 0  | 2 - 2   |

## Seconda fase
Alla seconda fase sono state ammesse le vincitrici dei gironi della prima fase, eccetto le vincitrici dei gironi 4, 12 e 13, ammesse direttamente alla terza fase. Le gare di andata si sono disputate il 27 ottobre 2002, mentre le gare di ritorno si sono disputate il 3 novembre 2002.
| Squadra 1           | Totale          | Squadra 2                   | Andata | Ritorno |
| ------------------- | --------------- | --------------------------- | ------ | ------- |
| Vicenza             | 3 - 5           | Fortitudo Mozzecane         | 2 - 2  | 1 - 3   |
| Alessandria         | 1 - 3           | Piossasco                   | 1 - 1  | 0 - 2   |
| Libertas Pasiano    | 2 - 3           | Tenelo Club Rivignano       | 1 - 1  | 1 - 2   |
| Matuziana Sanremo   | 4 - 0           | Sampierdarenese Serra Riccò | 3 - 0  | 1 - 0   |
| Packcenter Imolese  | 2 - 3           | Reggiana                    | 2 - 1  | 0 - 2   |
| Orobica             | 0 - 2           | Vallassinese                | 0 - 1  | 0 - 1   |
| Firenze             | 2 - 7           | Vigor Senigallia            | 0 - 3  | 2 - 4   |
| Termoli             | 5 - 0           | A.S.I. Bari                 | 2 - 0  | 3 - 0   |
| Olbia               | 3 - 3 (4-3 dtr) | Football Cagliari           | 1 - 2  | 2 - 1   |
| Sporting Casalnuovo | 7 - 1           | Sport Femminile Napoli      | 1 - 0  | 6 - 1   |
| Perla del Tirreno   | 0 - 6           | Grifo Perugia               | 0 - 1  | 0 - 5   |

## Terza fase
Al terzo turno hanno partecipato le 11 squadre vincitrici della seconda fase, le 2 vincitrici dei gironi 4, 12 e 13, le 14 squadre partecipanti alla Serie A. Le gare si sono giocate in gara unica il 21 dicembre 2002 in casa della squadra di Serie A2 o Serie B.
| Squadra 1             | Risultato       | Squadra 2     |
| --------------------- | --------------- | ------------- |
| Vicenza               | 0 - 8           | Foroni Verona |
| Piossasco             | 0 - 1           | Torino        |
| Tenelo Club Rivignano | 0 - 1           | Tavagnacco    |
| Trento                | 1 - 6           | Bardolino     |
| Matuziana Sanremo     | 1 - 1 (0-3 dtr) | Fiammamonza   |
| Reggiana              | 3 - 1           | Bergamo R     |
| Vallassinese          | 0 - 1           | Como 2000     |
| Vigor Senigallia      | 1 - 2           | Milan         |
| Termoli               | 1 - 1 (4-2 dtr) | Valdarno      |
| Olbia                 | 0 - 3           | Torres        |
| Sporting Casalnuovo   | 2 - 2 (4-2 dtr) | Agliana       |
| Olimpica Corigliano   | 0 - 3           | Lucca 7       |
| Gravina               | 2 - 1           | Ludos Palermo |
| Grifo Perugia         | 1 - 6           | Lazio         |

## Ottavi di finale
Le gare di andata si sono disputate il 15 febbraio 2003, mentre le gare di ritorno si sono disputate il 27 febbraio, il 4 e il 22 marzo 2003.
| Squadra 1           | Totale | Squadra 2 | Andata | Ritorno |
| ------------------- | ------ | --------- | ------ | ------- |
| Fiammamonza         | 6 - 0  | Reggiana  | 5 - 0  | 1 - 0   |
| Sporting Casalnuovo | 5 - 1  | Lucca 7   | 2 - 1  | 3 - 0   |
| Como 2000           | 0 - 4  | Milan     | 0 - 3  | 0 - 1   |
| Termoli             | 1 - 5  | Torres    | 1 - 3  | 0 - 2   |
| Lazio               | n.d.   | Gravina   | -      | -       |
| Tavagnacco          | 0 - 6  | Bardolino | 0 - 2  | 0 - 4   |
| Foroni Verona       | 11 - 1 | Torino    | 2 - 0  | 9 - 1   |

## Quarti di finale
Ai quarti di finale hanno partecipato le 7 squadre vincitrici degli ottavi di finale e il Como 2000 dopo il sorteggio con il Lucca 7, essendo le due squadre risultate a pari merito come migliori perdenti degli ottavi di finale. Le gare di andata si sono disputate il 9 aprile 2003, mentre le gare di ritorno si sono disputate il 1º maggio 2003.
| Squadra 1           | Totale      | Squadra 2     | Andata | Ritorno |
| ------------------- | ----------- | ------------- | ------ | ------- |
| Como 2000           | 2 - 2 (gfc) | Lazio         | 2 - 1  | 0 - 1   |
| Sporting Casalnuovo | 1 - 10      | Foroni Verona | 1 - 5  | 0 - 5   |
| Milan               | 2 - 4       | Torres        | 1 - 1  | 1 - 3   |
| Fiammamonza         | 5 - 4       | Bardolino     | 4 - 3  | 1 - 1   |

## Semifinali
Le gare di andata si sono disputate il 24 maggio 2003, mentre le gare di ritorno si sono disputate il 31 maggio 2003.
| Squadra 1     | Totale | Squadra 2   | Andata | Ritorno |
| ------------- | ------ | ----------- | ------ | ------- |
| Torres        | 3 - 1  | Fiammamonza | 2 - 0  | 1 - 1   |
| Foroni Verona | 0 - 1  | Lazio       | 0 - 1  | 0 - 0   |

## Finale
| Novedrate 7 giugno 2003 Finale                                                                                            | Enterprise Lazio | 8 – 1 referto | Torres Terra Sarda | Stadio comunale |
| \| \| \| \| \| Panico 12’, 38’, 41’ Marsico 33’, 44’ Zorri 66’ (rig.) Di Bari 70’ Masia 72’ \| Marcatori \| 30’ Ceroni \| |                  |               |                    |                 |
| |                  |               |                    |                 |
| Panico 12’, 38’, 41’ Marsico 33’, 44’ Zorri 66’ (rig.) Di Bari 70’ Masia 72’                                              | Marcatori        | 30’ Ceroni    |                    |                 |